# Цыганов, Валерий Петрович
Валерий Петрович Цыганов (род. 29 июля 1940) — советский футболист, полузащитник.
Воспитанник группы подготовки при команде «Динамо» Москва. В 1957—1959 годах играл за дубль «Динамо». Три сезона выступал в чемпионате СССР за «Молдову» Кишинёв (1960) и «Даугаву-РВЗ» Рига (1961—1962) — 72 матча, два гола. Затем играл за команды «Заря» Луганск (1963—1964), «Шахтёр» Кадиевка (1964), СКА Киев (1965), «Зоркий» Красногорск (1968).